# Episodi de I misteri di Murdoch (quarta stagione)
La quarta stagione della serie televisiva I misteri di Murdoch è stata trasmessa in Canada su Citytv dal 7 giugno al 31 agosto 2011.
In Italia la stagione è trasmessa da Rai 3 con un episodio alla settimana dal 24 giugno 2012.
| nº | Titolo originale      | Titolo italiano            | Prima TV Canada | Prima TV Italia   |
| -- | --------------------- | -------------------------- | --------------- | ----------------- |
| 1  | All Tattered and Torn | A pezzi                    | 7 giugno 2011   | 24 giugno 2012    |
| 2  | Kommando              | Commando                   | 14 giugno 2011  | 1º luglio 2012    |
| 3  | Buffalo Shuffle       | Intrigo a Buffalo          | 21 giugno 2011  | 8 luglio 2012     |
| 4  | Downstairs Upstairs   | Il padrone                 | 28 giugno 2011  | 15 luglio 2012    |
| 5  | Monsieur Murdoch      | Monsieur Murdoch           | 6 luglio 2011   | 29 luglio 2012    |
| 6  | Dead End Street       | Cherry Lane                | 13 luglio 2011  | 12 agosto 2012    |
| 7  | Confederate Treasure  | Echi di guerra             | 20 luglio 2011  | 19 agosto 2012    |
| 8  | Dial M for Murdoch    | Zii, nonni e nipoti        | 27 luglio 2011  | 26 agosto 2012    |
| 9  | The Black Hand        | La mano nera               | 3 agosto 2011   | 2 settembre 2012  |
| 10 | Voices                | Sorella Murdoch            | 10 agosto 2011  | 9 settembre 2012  |
| 11 | Bloodlust             | Vampiri                    | 17 agosto 2011  | 15 settembre 2012 |
| 12 | The Kissing Bandit    | Il ladro di baci           | 24 agosto 2011  | 22 settembre 2012 |
| 13 | Murdoch in Wonderland | Nel paese delle meraviglie | 31 agosto 2011  | 29 giugno 2013    |

## A pezzi
- Titolo originale: All Tattered and Torn
- Diretto da: Don McCutcheon
- Scritto da: Phil Bedard, Larry Lalonde

### Trama
In riva al fiume viene ritrovato un blocco di cemento contenente parti anatomiche. Il nuovo patologo, il dottor Francis, dedica ai resti un'attenzione molto vaga e superficiale, che rischia di far impantanare l'indagine; Murdoch pertanto si rivolge alla dottoressa Ogden, inviandole alcune fotografie dei resti e una pressante richiesta d'aiuto. Da Buffalo, ove si è trasferita, la dottoressa risponde con entusiasmo e grazie alle sue analisi si stabilisce che i resti appartengono non a uno, bensì a tre individui distinti. Grazie al rilevamento di alcune patologie su ciascuno dei resti è anche possibile arrivare a una identificazione. Tuttavia gli uomini assassinati - due gentiluomini e un semplice popolano - non sembrano avere nulla che li accomuni e che giustifichi il loro assassino e lo smembramento a colpi d'ascia.
 Il primo sospettato Arthur Frumm, un vagabondo che vive sulle rive del fiume, è stato quasi subito scagionato. Per arrivare alla conclusione dell'indagine Murdoch deve dunque avvalersi dei ricordi e dell'esperienza dell'ex detective Malcolm Lamb, suo predecessore al IV Distretto, licenziato molti anni prima per insubordinazione. 

Un vecchio caso di stupro e omicidio ai danni della bella Harriet King fornisce il collegamento tra le vittime più recenti, nonché il cupo movente per la loro morte violenta.
- Altri interpreti: Paul Rhys (dottor Francis), Victor Garber (ex detective Malcolm Lamb)

- Ascolti Italia: telespettatori 329 000 – share 3,17%[1]

## Commando
- Titolo originale: Kommando
- Diretto da: Harvey Crossland
- Scritto da: Graham Clegg

### Trama
I caporali Fryer, Young e Tennant vengono ritrovati morti a breve distanza di tempo, tutti uccisi con inquietante brutalità. 
I soldati appartenevano alla stessa squadra, affidata per l'addestramento al maggiore Cole, militare britannico di grande esperienza.
Poiché la squadra aveva stipulato un'assicurazione con il metodo della tontina, il principale indiziato per gli omicidi diventa Matthew Larson, congedato da poco per motivi che rimangono piuttosto vaghi e ora apparentemente irreperibile.
Murdoch scopre però che la situazione è più complicata: nel recente passato sui soldati della squadra è stata condotta una sperimentazione a base di metanfetamina. La sostanza avrebbe potuto incrementare la lucidità e l'aggressività degli uomini in battaglia, a patto di trascurare i pesanti effetti collaterali e il rischio di astinenza, una volta interrotta la somministrazione.
Molti soldati della squadra, compreso Larson, stanno indubbiamente facendo i conti con i postumi della sperimentazione: ma è in un'operazione clandestina condotta in Sudafrica con eccessiva e cinica spregiudicatezza che andrà ricercata la vera causa dell'intera faccenda.
- Altri interpreti: Paul Rhys (dottor Francis), Clive Walton (maggiore Cole), Harry Judge (Matthew Larson)

## Intrigo a Buffalo
- Titolo originale: Buffalo Shuffle
- Diretto da: Yannick Bisson
- Scritto da: Phil Bedard, Larry Lalonde

### Trama
L'ispettore Brakenreid con gli agenti Crabtree e Higgins è impegnato a risolvere il problema di alcune intrusioni notturne al IV Distretto; la soluzione dell'imbarazzante enigma porterà alla scoperta di un impensabile assassino.
Nel frattempo Murdoch usufruisce di un breve congedo per recarsi a Buffalo, in risposta a un accorato appello della dottoressa Ogden. Nell'ospedale in cui ha da poco iniziato a lavorare è morto Ben, un dodicenne affetto da leucemia: la dottoressa è convinta che il paziente non sia deceduto a causa della sua malattia, che peraltro aveva mostrato segni di remissione, né per cause naturali. Sospetta un avvelenamento ma i vertici dell'ospedale, impegnati in una grossa raccolta fondi e preoccupati per la reputazione della struttura, non hanno intenzione di collaborare. Da qui la richiesta d'aiuto a Murdoch, che si impegna a fondo anche se inizialmente ottiene ben poco.
Solo il ritrovamento del cadavere dell'infermiera Effie Rowan, apparentemente suicidatasi ma in realtà uccisa prima della morte del piccolo Ben, riesce a smuovere le acque. Con la collaborazione del detective Callaghan l'inchiesta informale assume una veste ufficiale: si scopre una storia di tradimento e ricatto, e il colpevole delle due morti viene assicurato alla giustizia.
La vicenda ha riavvicinato Murdoch e la dottoressa, tanto che il detective spera per un attimo di potersi finalmente dichiarare. Julia però lo gela con un'inattesa notizia: lei è ormai fidanzata con un collega di lavoro, il dottor Darcy Garland.
- Altri interpreti: Jonathan Watton (dottor Darcy Garland)

## Il padrone
- Titolo originale: Downstairs Upstairs
- Diretto da: Harvey Crossland
- Scritto da: Paul Aitken

### Trama
Il ricco e aristocratico Percival Jenkins viene ritrovato morto nella sua stanza, ucciso con un colpo di attizzatoio mentre stava facendo colazione.
Al momento del delitto, tra famigliari e servitù, in casa erano presenti nove persone: escluso il maggiordomo, impegnato in una commissione.
Jenkins non era un uomo buono né particolarmente amato, e i possibili moventi per il suo omicidio sono numerosi: il figlio Victor, accanito giocatore d'azzardo, è stato diseredato; l'altro figlio Nicholas era in contrasto con il padre che non accettava la sua fidanzata Clara, ragazza di estrazione troppo umile; la governante Velma Allen era perdutamente innamorata del defunto, ma negli anni aveva dovuto assistere (come anche la legittima moglie) alle numerose aggressioni attuate da Jenkins ai danni delle cameriere, alcune delle quali, rimaste incinte, erano poi state licenziate.

Quando anche l'anziana madre di Jenkins viene assassinata, le piste del passato diventano le più promettenti: sarà infatti in una vecchia e triste storia che Murdoch potrà trovare i moventi per i due omicidi.
Tornata a Toronto per presentare il fidanzato Darcy Garland alla famiglia, la dottoressa Ogden ha avuto modo di partecipare nascostamente all'indagine. Mentre il dottor Francis getta la spugna, ammettendo che l'obitorio e il Canada non fanno per lui, lo stesso Darcy invita la fidanzata a riconquistare il precedente lavoro: per lui è importante vederla felice come l'ha vista per giorni nel suo vecchio ambiente.
- Altri interpreti: Paul Rhys (dottor Francis), Jonathan Watton (dottor Darcy Garland), Brigitte Robinson (Velma Allen), Craig Olejnik (Nicholas Jenkins)

## Monsieur Murdoch
- Titolo originale: Monsieur Murdoch
- Diretto da: John L'Ecuyer
- Scritto da: Paul Aitken, Graham Clegg

### Trama
Mentre l'ispettore Brackenreid medita se accettare la candidatura a vicesindaco di Toronto, la giovane Monique Poirier scompare improvvisamente dall'hotel in cui alloggiava. La ragazza, proveniente dalla Francia, era in visita alla sorella Sophie, moglie del proprietario dello stesso hotel, il signor Roderick Dalewood. Nella sua borsetta, gettata in un vicolo poco distante, viene trovata la chiave della camera 212, che però non era la sua.
Il primo sospettato per la scomparsa è David Bishop, che Monique aveva incontrato in treno; il giovanotto le ha scritto e ha insistentemente cercato di rivederla, ma invano: sentendosi respinto, potrebbe essersi vendicato. 
Di lì a poco la situazione si aggrava: il corpo di Monique, strangolata e sfigurata con l'acido, viene trovato rinchiuso in un baule.
Una nuova pista si apre quando si scopre che quello dei Dalewood è un matrimonio di facciata, organizzato per nascondere l'omosessualità di Roderick: il ritrovamento di una foto compromettente, presumibilmente scattata da Monique, suggerisce che il suo omicidio possa essere legato a un tentativo di ricatto.
Affiancato dall'estroverso ispettore Marcel Guillaume, presente in Canada per una conferenza e incaricato da Poirier di indagare sulla scomparsa della figlia, Murdoch scopre però a Montreal un precedente caso di omicidio del tutto simile a quello di Monique: una ragazza non identificata, strangolata, sfigurata e rinchiusa in un baule.
 Questo, assieme al laborioso ricevimento dalla Francia di una foto delle sorelle Poirier, porterà all'identificazione del vero artefice della fitta trama delittuosa. 
- Altri interpreti: Yannick Soulier (ispettore Marcel Guillaume), Kevin Jubinville (Roderick Dalewood)

## Cherry Lane
- Titolo originale: Dead End Street
- Diretto da: Laurie Lynd
- Scritto da: Carol Hay

### Trama
Murdoch rimane affascinato da un plastico che a una fiera ha vinto il primo premio. Il modellino, con straordinaria dovizia di particolari, riproduce alla perfezione Cherry Lane, un vicolo di Toronto: le case, i giardini e gli abitanti, tutti assiepati alla fine della strada e privi di volto. Murdoch nota uno strano particolare: a una delle finestre si intravede una figurina che imbraccia un fucile; sospettando che possa trattarsi della rappresentazione di un omicidio, il detective decide di indagare. 
 Procedere però non è facile: anche se il modellino è stato presentato da Bert Howland, in realtà è opera di sua sorella Lydia, una ragazza definibile come idiot savant. Lydia ha grandi abilità manuali, attenzione per i particolari più minuti, una straordinaria memoria, però non parla né riesce a rapportarsi alle emozioni. Il ritrovamento di un proiettile sporco di sangue rimasto conficcato in un muro a Cherry Lane dimostra che qualcuno è stato davvero colpito, ma è assolutamente impossibile farsi raccontare da Lydia ciò che ha visto e ciò che può essere accaduto.
Murdoch decide così di servirsi dell'unica evidenza di cui dispone: il plastico. Studiandolo a fondo stabilisce che la scena si riferisce al 22 giugno 1897, giorno della parata in onore del Giubileo di diamante della Regina Vittoria. In quel periodo da Cherry Lane risulta scomparso Grant Abrahams, un uomo maligno e sgradevole verso cui molti abitanti del vicolo avevano motivi di risentimento.
Sfruttando il legame di Lydia con la propria creazione e "giocando" con lei, il detective riesce infine a stabilire quale sia stato l'unico abitante che non presenziò alla parata: e quello è l'assassino da lui cercato.
- Altri interpreti: Liisa Repo-Martell (Lydia Howland), Adam MacDonald (Bert Howland), Robert Fulton (signor Galbraith), Catherine Disher (signora Galbraith), Jonathan Wilson (Felix Roach), Jessica Greco (signora Caruso)

## Echi di guerra
- Titolo originale: Confederate Treasure
- Diretto da: John L'Ecuyer
- Scritto da: Paul Aitken

### Trama
Nella discarica presso il porto viene rinvenuto un cadavere maschile: l'uomo è stato colpito da un proiettile, il corpo risulta appesantito per evitare l'affioramento. Grazie a una vecchia pistola e ad alcuni documenti ritrovati con il corpo la morte è databile ad almeno trentacinque anni prima. Il cadavere infatti viene identificato come quello di Mr Shanly, un tempo ministro dell'Esercito e della Difesa, scomparso il 22 ottobre del 1864 assieme (così si mormora) a un milione di dollari in lingotti d'oro.

L'oscura faccenda sembra riguardare in qualche modo la sicurezza nazionale e la ricomparsa di Terrence Mayers, che chiede conto degli sviluppi dell'indagine, ne è la conferma. 
Quando anche Jacobson, uno degli amici di Shanly, viene ucciso, Mayers è costretto a fare qualche rivelazione utile a ricostruire la vecchia storia. Tanti anni prima, con il pretesto di recuperare in segreto il corpo di un soldato caduto, Shanly si era assicurato un lasciapassare che gli aveva consentito di viaggiare portando con sé l'oro rubato, destinato ai Confederati. All'epoca della guerra civile americana il Canada era formalmente neutrale ma Shanly e i suoi cospiratori avevano temuto che una volta sconfitti gli Stati del Sud l'Unione avrebbe attaccato il Paese. Lavorare per mantenere o addirittura incrementare le divisioni interne americane era sembrata la via migliore per prevenire il disastro.
Anche dopo tanti anni la cospirazione potrebbe avere pericolose conseguenze: per questo Murdoch e i suoi si impegnano a fondo per ritrovare l'oro perduto (all'inizio erroneamente localizzato nell'Elvira May, una nave affondata in acque americane) e per occultare al massimo le tracce dell'accaduto.
Murdoch riesce anche a identificare il vecchio assassino di Shanly e quello più recente di Jacobson.
- Altri interpreti: Elva Mai Hoover (signora Shanly), Peter Keleghan (Terrence Mayers)

## Zii, nonni e nipoti
- Titolo originale: Dial M for Murdoch
- Diretto da: Leslie Hope
- Scritto da: Carol Hay

### Trama
La giovane centralinista Tess Moffatt sogna di aprire un'agenzia investigativa; un giorno, durante uno dei suoi turni di lavoro alla Compagnia Telefonica, le pare di udire qualcosa di inquietante: il lamento di una donna che viene strangolata.
Si rivolge dunque al IV Distretto dove però l'ispettore Brackenreid, molto preso dalla sua campagna per l'elezione a vicesindaco, non è propenso a prenderla sul serio. La segnalazione viene comunque affidata a Murdoch e a Crabtree che rintracciano la casa da cui la chiamata telefonica è partita: rinvengono tracce di sangue, ma in mancanza di altri riscontri l'indagine rischia di finire lì. Poco tempo dopo viene però rinvenuto il corpo di un bambino che, identificato come Pip, finisce per corrispondere all'ipotetica vittima udita al telefono da Tess.

Il bambino indossa abiti eleganti ma in realtà viveva per strada, tra mille espedienti.
Con l'entusiastico aiuto di Tess e la collaborazione di Dorrie, un altro piccolo sbandato, Murdoch mette faticosamente in luce un ampio giro di sfruttamento ai danni di bambini indigenti e abbandonati, usati per rubare nelle abitazioni rimaste momentaneamente incustodite.
Randolph Phillips, uno dei responsabili del giro, viene ritrovato a sua volta ucciso, e questo omicidio è imputabile a uno dei suoi complici, sullo sfondo di una dura lotta per il controllo della rete di furti. Anche il capo dell'organizzazione viene infine identificato; le rivelazioni più spiacevoli riguarderanno tuttavia l'impensabile identità dell'assassino di Pip e le circostanze della sua morte: cose che suscitano parecchie domande senza risposta tanto in Murdoch quanto nella dottoressa Ogden.
- Altri interpreti: Rachel Wilson (Tess Moffatt), Jason Spevak (Dorrie)

- Ascolti Italia: telespettatori 340 000 – share 3,2%[2]

## La mano nera
- Titolo originale: The Black Hand
- Diretto da: Don McCutcheon
- Scritto da: Cal Coons

### Trama
Mentre indaga sull'uccisione di un turista newyorkese, avvenuta su di un tram, Murdoch incontra di nuovo Anna Fulfort. 
La ragazza denuncia la scomparsa del fidanzato Joe Bell; per un momento si teme che l'uomo e la vittima del tram siano la stessa persona, ma così non è. Anna racconta di essersi rifatta una vita a New York, di aver incontrato Joe e di aver intrecciato con lui un rapporto molto bello e passionale; ammette però di non sapere molto sul passato dell'uomo e sulle sue attività.
Continuando a indagare sull'omicidio, Murdoch scopre che purtroppo anche Joe è morto: il suo corpo è stato occultato nella cassa a doppio fondo che già ospitava la salma del turista, pronta per essere inviata a New York. L'espediente della doppia cassa rimanda alla Mano Nera, un'organizzazione criminale che proprio a New York sembra ormai avere profonde radici. Dopo il ritrovamento del bagaglio di Joe Bell, un baule che contiene molto denaro, Murdoch è in grado di ricostruire l'intera storia.

Affiliato alla Mano Nera, Joe aveva deciso di uscirne dopo aver incontrato Anna e aveva rubato all'associazione il denaro necessario per iniziare una nuova vita. Lo sgarbo non era tollerabile e l'uccisione sul tram, ad opera di un sicario, era servita solo per avere la possibilità di riportare a New York il corpo di Joe, in modo che la sua uccisione fosse di monito per altri aspiranti traditori.
A sua volta in pericolo, benché marginalmente coinvolta, Anna è costretta a fuggire, nascondendosi sotto una nuova identità ignota a tutti, compreso Murdoch.

Nel frattempo l'ispettore Brackenreid, avendo scoperto che la sua campagna politica può facilmente entrare in conflitto con l'idea di giustizia, rinuncia all'ambizione di diventare vicesindaco. 
- Altri interpreti: Lisa Faulkner (Anna Fulford), Ephraim Ellis (Paddy Glynn), Lisa Ray (Mirela), Richard Zeppieri (il sicario)

## Sorella Murdoch
- Titolo originale: Voices
- Diretto da: Gail Harvey
- Scritto da: Jean Greig

### Trama
Guidate da padre Hoobin, le suore di una piccola comunità si apprestano a seppellire un'anziana consorella, morta di recente. Hanno però una brutta sorpresa: la fossa è già occupata da un corpo, che di lì a poco viene identificato come quello di padre Logan, un prete cattolico di passaggio che la sera precedente ha confessato l'intera comunità.
Chiamato a indagare, il detective Murdoch riconosce nella madre superiora la propria sorella Susannah, che non vedeva da circa vent'anni. La gioia per l'incontro viene presto accantonata da entrambe le parti perché le necessità dell'indagine si fanno pressanti: padre Logan è stato colpito alla testa con un angelo di pietra, ma in realtà è morto soffocato perché è stato sepolto quando era ancora vivo. Inoltre la sua è una falsa identità: il corpo appartiene a un ladro e rapinatore di banche dalla lunga fedina penale. Si tratta ora di scoprire il vero motivo della sua presenza nel convento.
A un certo punto, della sua morte si accusa la stessa Susannah che però sembra coprire altre due suore: forse a monte del delitto c'è un tentativo di stupro da cui una delle monache si sarebbe difesa. Ma la situazione resta incerta.
Un aiuto decisivo per Murdoch viene infine dalle voci mistiche più volte udite dalla pia suor Catherine; si tratta in realtà di umanissime voci trasmesse dal giardino alla cella della monaca tramite una tubatura dimenticata, ma la ricostruzione e l'interpretazione di quelle conversazioni daranno al detective la chiave per comprendere pienamente l'accaduto.
Al termine dell'indagine Murdoch è costretto a separarsi per sempre da Susannah che, molto malata, si appresta a tornare alla clausura di Montréal.
- Altri interpreti: Michelle Nolden (Susannah Murdoch), Sebastian Piggott (padre William Hoobin), Tara Rosling (suor Catherine), Katie Boland (suor Theresa), Kerri Smith (suor Bernadette)

- Ascolti Italia: telespettatori 458 000 – share 4,63%[4]

## Vampiri
- Titolo originale: Bloodlust
- Diretto da: Gail Harvey
- Scritto da: Paul Aitken, Graham Clegg

### Trama
La giovane Amy Goldham viene trovata annegata in una vasca ornamentale nel giardino del collegio Tepes in cui risiedeva e studiava. Il corpo presenta numerosi tagli ed escoriazioni, e una strana ferita al collo; quando si scopre che alla ragazza sono state sottratte almeno tre pinte di sangue, l'ipotesi che si affaccia alla mente di molti è che il colpevole possa essere un vampiro. Murdoch ovviamente non crede all'esistenza della creatura, ma viene messo in difficoltà dalle dichiarazioni di alcune studentesse. Laura MacFarlane, Olivia Cornell e le annotazioni nel diario della stessa Amy raccontano tutte la stessa storia: un biglietto che fissa l'appuntamento con un misterioso personaggio, il convegno all'interno del Mausoleo con le tombe della famiglia Tepes, un romantico deliquio e il risveglio su di un letto di petali di rosa. Nessuna delle ragazze è stata aggredita sessualmente, ma tutte hanno perso parecchio sangue.

A causa di un'aggressione simile avvenuta in passato il principale sospettato potrebbe essere Daniel Irwin, il figlio della direttrice; il ragazzo però risulta morto suicida per la vergogna poco prima dell'arresto.
Mentre un'altra studentessa, Arlene Dennet, si tormenta per non essere mai stata contattata dal misterioso "vampiro", viene invece colpita Dorothy, la sorella minore di Olivia: più spiccia e per nulla romantica, l'aggressione rompe lo schema e sembra indicare che il colpevole abbia ormai una certa fretta.
Murdoch identifica infatti una persona alla quale il sangue serve per tenere sotto controllo la propria emofilia. L'omicidio di Amy Goldham però ha un colpevole diverso, e un aspro movente che ha ben poco a che fare con le aggressioni.
- Altri interpreti: Jonathan Watton (dottor Darcy Garland), Ephraim Ellis (Paddy Glynn), Leah Pinsent (signora Irwin), Kyle Mac (Daniel Irwin), Sarah Gray (Amy Goldham), Brittany Bristow (Laura MacFarlane), Vivien Endicott Douglas (Olivia Cornell), Hannah Endicott Douglas (Dorothy Cornell), Holly Deveaux (Arlene Dennet)

- Ascolti Italia: telespettatori 832 000 – share 3,97%[5]

## Il ladro di baci
- Titolo originale: The Kissing Bandit
- Diretto da: Cal Coons
- Scritto da: Alexandra Zarowny

### Trama
Nel giro di dieci giorni a Toronto, con strane modalità, vengono rapinate tre banche: il rapinatore mascherato, che non lascia tracce e sembra essersi ben preparato, si fa consegnare le somme di denaro disponibili; in seguito dona il denaro a un orfanotrofio, e prima di fuggire dalla banca strappa un bacio a una bella ragazza presente sulla scena.

Nell'ultima banca rapinata la ragazza prescelta è l'impiegata Annabelle Rose, che non sembra particolarmente turbata per l'accaduto, a differenza del suo fidanzato Rupert Russel.
Poiché sono frutto di un crimine, i soldi regalati all'orfanotrofio devono essere restituiti; la cosa suscita malumori nel pubblico ma frutta all'orfanotrofio un notevole incremento di donazioni. Per questo motivo si profila l'ipotesi che le rapine in banca possano far parte di un'elaborata truffa. Ben presto però la situazione si complica.
Il rapinatore, ormai soprannominato "il ladro di baci", sembra esser rimasto colpito da Annabelle, tanto da organizzare una seconda rapina nella sua banca e, in seguito, un incontro clandestino con la ragazza che viene parzialmente mandato all'aria dall'intervento della polizia.
Alla terza rapina nella medesima banca Annabelle non viene baciata, ma uccisa. Il responsabile è forse il fidanzato, spinto dalla gelosia?
Mentre "il ladro di baci" viene identificato, Murdoch scopre i reali motivi per l'omicidio di Annabelle: per nulla romantici, sono legati al suo lavoro in banca e a certi ammanchi che lei aveva intenzione di denunciare.
- Altri interpreti: Sarah Gadon (Ruby Ogden), Jonathan Watton (Darcy Garland), Ephraim Ellis (Paddy Glynn), Charlotte Hegele (Annabelle Rose), Jeff Madden (Rupert Russel), Perry Mucci (John Carlin)

- Ascolti Italia: telespettatori 973 000 – share 4,38%[6]

## Nel paese delle meraviglie
- Titolo originale: Murdoch in Wonderland
- Diretto da: Cal Coons
- Scritto da: Paul Aitken, Graham Clegg

### Trama
Murdoch si risveglia in una casa estranea, trova il cadavere di un uomo mascherato da tartaruga e viene sospettato di omicidio.
 Il giorno precedente, in quella stessa casa, ha partecipato ad una festa in costume in onore di Lewis Carroll, organizzata da Jack e Alexandra Reda. Murdoch vestiva i panni del Cappellaio Matto, la dottoressa Ogden era Alice e sua sorella Ruby, arrivata in città per partecipare al matrimonio, indossava il costume da Bianconiglio. 
 Durante la cena, dopo una giornata di giochi e divertenti conversazioni, a Murdoch è stata servita una bevanda che - come si scopre in seguito - conteneva mescalina. La sostanza gli provoca allucinazioni, gli fa aggredire un altro invitato che ha maltrattato la moglie e infine, su consiglio della dottoressa Ogden e della padrona di casa, lo porta a passare la notte in una delle camere al piano superiore. Al risveglio, la brutta scoperta: Randolph Littlefair, l'uomo con cui aveva litigato, è stato ucciso e sull'arma del delitto (una mazza da croquet) ci sono le sue impronte.

Altri avevano motivi di risentimento nei confronti di Littlefair, uomo sgradevole e tracotante: i Reda erano fortemente indebitati con lui; il loro figlio Bradley, che si dichiara comunista, gli era ostile; la moglie Elienor potrebbe essersi stancata dei maltrattamenti. Ma è Murdoch che finisce sotto custodia, mentre il controllo dell'indagine passa all'ispettore Giles del III Distretto. La situazione peggiora quando si scopre che il vero nome della vittima era Michael Cadmore, un sospetto stupratore arrestato da Murdoch dodici anni prima, poi rilasciato per mancanza di prove sicure.
 Evaso dalla prigione, Murdoch riesce a ricostruire quanto il vecchio caso abbia influenzato il presente ed identifica il vero assassino che, pur avendo numerose attenuanti, rischia comunque l'impiccagione. Spinto dai sensi di colpa e dall'amore per la giustizia, Murdoch aiuta il colpevole ad evadere e a mettersi in salvo.
 Così facendo pone a rischio la propria carriera e, soprattutto, rinuncia definitivamente a Julia. La donna, avendo scoperto l'anello e la sua intenzione di dichiararsi, gli aveva offerto un'ultima possibilità di farlo. Murdoch però non è più in grado di dividere con lei la sua vita rovinata e Julia sposa Darcy Garland, come programmato.
- Altri interpreti: Sarah Gadon (Ruby Ogden), Jonathan Watton (dottor Darcy Garland), Nigel Bennett (ispettore Giles), Terry Jones (Bradley Reda), Sally Cahill (Alexandra Reda), David Macniven (Jack Reda), Tamara Gorsky (Constance Gardiner/Ava Moon), Ashley White (Randolph Littlefair/Michael Cadmore), Debra McCabe (Elienor Littlefair)